# Tàngara lleonada
La tàngara lleonada (Lanio fulvus) és un ocell de la família dels tràupids (Thraupidae).

## Hàbitat i distribució
Habita la selva pluvial, a les terres baixes a l'est de Colòmbia, sud de Veneçuela, Guaiana, nord del Brasil i nord-est del Perú.